# Mars 1746
Cette page présente les faits marquants du mois de mars 1746.

## Événements
- 7 mars : prise d’Asti par le roi de Sardaigne. Don Philippe quitte Milan pour se retirer à Pavie.